# Csaba Őry
Csaba Őry, madžarski odvetnik in politik, * 12. maj 1952, Budimpešta.
Leta 2004 je bil izvoljen v Evropski parlament.